# Botrychium yaaxudakeit
Botrychium yaaxudakeit är en låsbräkenväxtart som beskrevs av Stensvold och Farrar. Botrychium yaaxudakeit ingår i släktet låsbräknar, och familjen låsbräkenväxter. Inga underarter finns listade i Catalogue of Life.